# Marcelin Albert
Marcelin Albert (Argeliers, 1851-21 de diciembre de 1921) fue un viticultor y político, considerado el líder de la revuelta de los viticultores del Aude en 1907.

## Biografía
Huérfano de padre, lo criaron su madre y su abuelo. Curso estudios secundarios en Carcasona, abandonándolos a los 16 años para trabajar en las vides familiares. 
En 1870, con 19 años, se alistó a un regimiento de los Zuavos con el que combatió en Cabilia. Se casó en 1873 y fue elegido concejal de Argeliers en 1881. 
En 1900, se lanzó a la lucha para la defensa del vino natural contra el vino de fraude; contra las restricciones existentes en los derechos de los cosechadores destiladores en primer lugar, contra la desgravación sobre el precio del azúcar posteriormente.
Fue el líder e iniciador de la rebelión de los viticultores en el Languedoc que empezó el 11 de marzo de 1907.
Desacreditado por el ministro del gobierno Georges Clemenceau, fue encarcelado y linchado. Murió en la miseria y el olvido. 
Apodado lou Cigal por Ernest Ferroul, está considerado como un héroe, especialmente en la región francesa del Languedoc.